# Exuma (Musiker)
Exuma, bürgerlicher Name McFarlane Anthony McKay (* 18. Februar 1942 auf Cat Island, Bahamas; † 25. Januar 1997 in Nassau, Bahamas) war ein Musiker von den Bahamas.
Exuma wuchs in Nassau, Bahamas auf, verließ aber die Bahamas in den frühen 60er Jahren und ging nach New York, um Architektur zu studieren. Nachdem ihm das Geld ausgegangen war, begann Exuma damit, in der Gegend um New York aufzutreten und gegen den Krieg in Vietnam zu protestieren. Nach dieser Zeit trat Exuma in der Folkszene im Greenwich Village unter Verwendung von Rhythmusstrukturen von den Bahamas auf. Dort lernte er bei den Auftritten auch Bob Dylan, Richie Havens, Peter, Paul and Mary, Jimi Hendrix und Barbra Streisand kennen, mit denen er gemeinsame Auftritte hatte.
Exuma schloss seinen ersten Plattenvertrag mit Mercury Records ab. Dort produzierte er zwei Alben: Exuma, the Obeah Man und Exuma II.
Später schloss er mit dem Plattenlabel Buddah/Kama Sutra Records einen Vertrag und schuf dort weitere vier Alben: Reincarnation, Snake, Life, Do Wah Nanny. Um unabhängig von Plattenfirmen zu werden, gründete Exuma sein eigenes Label (Nassau Record), auf dem er Rude Boy und Going to Cat Island veröffentlichte. In den frühen 1970er Jahren wurde sein Titel You Don’t Know What’s Going On als Soundtrack des Filmes Joe – Rache für Amerika (Joe, 1970) mit den Hauptdarstellern Peter Boyle und Susan Sarandon verwendet.
Über die Jahre hinweg hatte Exuma Auftritte und Tourneen mit Patti LaBelle, Curtis Mayfield, Rita Marley, Peter Tosh, Toots & the Maytals, Sly & the Family Stone, Steppenwolf, Black Flag und den Neville Brothers.
Exumas enge Verbindung zur Musik der Bahamas und der Karibik wurde auch von der britischen Königin Elisabeth II. im Jahre 1978 mit der Verleihung der British-Empire-Medaille anerkannt.

## Diskografie
- 1970: Exuma (Label: Mercury Records)
- 1970: Exuma II (Label: Mercury Records)
- 1971: Do Wah Nanny (Label: Kama Sutra Records)
- 1972: Snake (Label: Kama Sutra Records)
- 1972: Reincarnation (Label: Kama Sutra Records)
- 1973: Life (Label: Kama Sutra Records)
- 1976: From Africa to America to Junkanoo to Armageddon (Label: Inagua Records)
- 1979: Penny Sausage (Label: Inagua Records)
- 1982: Universal (Label: Cat Islands Records)
- 1986: Rude Boy (Label: ROIR Records)
- 1987: Street Music (Label: Nassau Records)

| Personendaten    | Personendaten                              |
| ---------------- | ------------------------------------------ |
| NAME             | Exuma                                      |
| ALTERNATIVNAMEN  | McKay, McFarlane Anthony (wirklicher Name) |
| KURZBESCHREIBUNG | bahamaischer Musiker                       |
| GEBURTSDATUM     | 18. Februar 1942                           |
| GEBURTSORT       | Cat Island, Bahamas                        |
| STERBEDATUM      | 25. Januar 1997                            |
| STERBEORT        | Nassau, Bahamas                            |